# Jeffersonville (Georgia)
Jeffersonville város az Amerikai Egyesült Államok Georgia államában, Twiggs megyében, melynek megyeszékhelye is. Lakosainak száma 977 fő (2020. április 1.).

## Népesség
A település népességének változása:

| 2010 | 1 035 |
| 2020 | 977   |